# MicroMega
MicroMega ist eine italienische Zeitschrift für Philosophie, Politik, Kultur und Wissenschaft. Das Magazin erscheint zweimonatlich in einer Auflage von 6.000 Stück im Verlag MicroMega Edizioni. Chefredakteur und Herausgeber ist der Philosoph Paolo Flores d’Arcais, der MicroMega 1986 zusammen mit Giorgio Ruffolo gründete. Leitende Redakteurin ist die Philosophin und Journalistin Cinzia Sciuto.  

## Inhaltliche Ausrichtung und Beiträger
MicroMega gilt als wichtiges Organ der italienischen Linken. Der Herausgeber Paolo Flores d’Arcais entwickelte das Magazin zu einer Plattform der intellektuellen Opposition gegen Silvio Berlusconi. Wichtige italienische Beiträger sind der Journalist Marco Travaglio, die Philosophen Gianni Vattimo und Massimo Cacciari, die Schriftsteller Andrea Camilleri, Lidia Ravera und Erri De Luca. Für die Zeitschrift schrieben und schreiben Fernando Savater, Judith Butler, Zygmunt Bauman, Noam Chomsky, Marc Augé oder Adam Michnik.